# August von Oppermann
Georg August Oppermann, seit 1871 von Oppermann (* 19. Januar 1821 in Stade; † 26. November 1892 in Hannover) war ein preußischer Generalmajor und Inspekteur der 4. Ingenieur-Inspektion.

## Leben

### Herkunft
Er war der Sohn des hannoverschen Oberfinanzrats und Majors a. D. Eduard August Oppermann (1793–1869) und dessen Ehefrau Amalie, geborene von Coulon (1797–1862).

### Militärkarriere
Nach dem Besuch des Gymnasiums in Stade und der Höheren Gewerbeschule in Hannover trat Oppermann 1839 als Kadett in das Ingenieurkorps der Hannoverschen Armee ein. Am 10. Februar 1841 wurde er als Sekondeleutnant in die 2. Pionier-Kompanie versetzt, avancierte (30. Mai 1843) zum Premierleutnant und war von Mai 1844 bis September 1850 zum Festungsbau nach Ulm kommandiert. Daran schloss sich von Oktober 1850 bis August 1854 eine Kommandierung zum Bau der Staatsbahn Hannover-Göttingen an. Am 1. Januar 1854 stieg Oppermann mit Patent vom 11. November 1853 zum Capitain (Hauptmann) auf, war ab Oktober 1854 als Lehrer an der Militärakademie in Hannover tätig und zugleich ab Ende Dezember 1855 auch Mitglied der Prüfungskommission für Artillerie- und Ingenieuroffiziere. Mit der Ernennung zum Chef der 1. Pionier-Kompanie kehrte er am 3. Dezember 1857 in den Truppendienst zurück.
Vom 18. Mai bis zum 13. Juni 1857 war Oppermann nach England kommandiert, um sich über die Konstruktion von Kanonenbooten zu informieren. Im September/Oktober 1860 nahm er an Belagerungsübungen in Jülich teil. Am 20. April 1862 wurde er als 2. hannoversches Mitglied zur Küstenverteidigungskommission des Deutschen Bundes kommandiert, am 10. August 1862 kehrte er in sein Regiment zurück. Vom 27. September bis zum 17. Oktober 1862 wurde er nach England zur Besichtigung der Londoner Weltausstellung sowie verschiedener technischer Einrichtungen kommandiert und am 27. Mai 1863 zum Major befördert. Während des Deutsch-Dänischen Krieges war er vom 14. Dezember 1863 bis zum 14. Dezember 1864 Geniedirektor beim Stab des Kommandierenden Generals der Bundestruppen für Holstein. Nach dem Krieg wurde er vom 7. Mai bis zum 19. Juni 1866 zu den Schießversuchen nach Mainz kommandiert.
Während der Mobilmachung anlässlich des Krieges gegen Preußen war Oppermann als Geniedirektor im Stab des Kommandos der Hannoverschen Armee und erhielt am 19. Juni 1866 den Charakter als Oberstleutnant. Er nahm an der Schlacht bei Langensalza teil und schied nach dem verlorenen Krieg und der Annexion Hannovers durch Preußen am 2. Januar 1867 aus hannoverschen Diensten aus.
Oppermann wurde daraufhin am 9. März 1867 als charakterisierter Oberstleutnant in der Preußischen Armee angestellt und dem Stab des Ingenieurkorps aggregiert. Nach Kommandos zum Festungsbau nach Königsberg und zur Fortifikation nach Neiße war er ab Mitte Januar 1868 Ingenieuroffizier vom Platz in Neiße und erhielt am 22. März 1868 das Patent zu seinem Dienstgrad als Oberstleutnant. Während des Krieges gegen Frankreich wurde Oppermann am 8. Oktober 1870 dem Armeeoberkommando des Kronprinzen Albert von Sachsen als Kommandeur der Ingenieure und Pioniere der Maasarmee überwiesen und war während der Belagerung von Paris Ingenieurchef für den Angriff gegen die dortige Nordwest-Front. Ausgezeichnet mit beiden Klassen des Eisernen Kreuzes kam er am 8. April 1871 zum Oberkommando der 3. Armee.
In Würdigung seiner Verdienste erhob ihn Kaiser Wilhelm I. am 16. Juni 1871 in den erblichen preußischen Adelsstand.
Am 4. Juli 1871 kehrte Oppermann in seine Friedensstellung nach Neiße zurück, erhielt am 18. August 1871 den Charakter als Oberst und am 12. Oktober 1872 das Patent seines Dienstgrades mit Datum vom 18. August 1871. Zugleich kommandierte man ihn nach Mainz zur Wahrnehmung der Geschäfte als Leiter der 5. Festungs-Inspektion. Am 9. Januar 1873 erfolgte seine Ernennung zum Inspekteur. Als solcher war er vom 7. September 1875 bis zum 1. April 1876 zur Unterweisung zur General-Telegraphendirektion kommandiert. Am 22. März 1876 zum Generalmajor befördert, wurde er am 12. Juni 1877 als Inspekteur der 4. Ingenieur-Inspektion nach Köln versetzt. In dieser Eigenschaft erhielt er anlässlich des Ordensfestes im Januar 1879 den Roten Adlerorden II. Klasse mit Eichenlaub und wurde am 6. Mai 1880 mit Pension zur Disposition gestellt. Seinen Abschied mit Pension bewilligte man ihm am 22. März 1888.

### Familie
Oppermann heiratete am 11. November 1856 in Celle Auguste Schmidt (1837–1918). Das Paar hatte mehrere Kinder:
- Natalie (* 1858) ⚭ 1880 Theodor Melior (1853–1940), preußischer General der Infanterie
- Anna (* 1859) ⚭ 1888 Ernst von Scheele (1852–1909), preußischer Generalmajor
- Elsbeth (* 1862) ⚭ 1889 Gustav von Kortzfleisch (1854–1910), preußischer Generalmajor
- Curd (* 1865), preußischer Major ⚭ 1894 Margarete Bollmann (1873–1910)
- Ernst (1866–1902), preußischer Hauptmann, Platzmajor in Neu-Breisach
- Paul (1875–1912), Jurist